# John Field
John Field (ur. 26 lipca 1782 w Dublinie, zm. 23 stycznia 1837 w Moskwie) – irlandzki kompozytor, pianista i pedagog.

## Życiorys
Jego ojciec był skrzypkiem w orkiestrze teatralnej w Dublinie, a od 1792 roku w orkiestrze Haymarket Theatre w Londynie. Field pobierał lekcje u pianisty Muzio Clementiego i od 1794 roku zaczął osiągać sukcesy pianistyczne między innymi w Londynie, wykonując utwory Clementiego, Dusika oraz własny Koncert fortepianowy Es-dur (1799). Jego debiut jednakże nastąpił już w 1792 w Dublinie. Kiedy jego grę usłyszał w roku 1794 Joseph Haydn. Field wybrał się w podróż z Clementim do Paryża, a następnie do Wiednia, gdzie zaczął studiować u J. Albrechtsbergera, ale przerwał naukę, aby z Clementim pojechań do Petersburga. Tam pozostał, rychło stając się znanym pianistą i pedagogiem. Wyjeżdżał na koncerty, m.in. do Rygi i Moskwy. w roku 1807 ożenił się z Mlle Percheron, francuską pianistką, lecz w 1821 rozwiódł się i przesiedlił do Moskwy, gdzie kontynuował działalność koncertową i pedagogiczną. W 1832 wybrał się na koncerty do Londynu, następnie był w Belgii, Francji, Szwajcarii i we Włoszech. Nieregularny tryb życia nadszarpnął jego zdrowie, musiał spędzić wiele miesięcy w szpitalu w Neapolu. W 1835 roku wrócił do Moskwy, dając jeszcze po drodze koncert w Wiedniu. W Moskwie uczył do początku 1837 roku. Jego uczniami byli m.in. Antoni Kątski i Maria Szymanowska.

## Kompozycje
- 7 koncertów fort.: Es-dur, wyk. 1799, wyd. 1815, As-dur, Es-dur, Es-dur, C-dur (L'incendie par I'orage), 1817, c-moll, wyk. 1822, wyd. 1835, C-dur 1823
- 2 divertimenta na fort., fl. i instr. smyczkowe;
- Kwintet fortepianowy;
- Rondo na fort. i instr. smyczk. fort.:
- Wariacje na temat ros. pieśni (duet fort.);
- 4 sonaty (3 dedyk. Clementiemu, 1802); A-dur, Es-dur, c-moll oraz H-dur 1814;
- Grande Valse, 2 Airs en rondeau, Fantaisie sur le motif de la polonaise "Ah, quel domomage", Rondeau ecossais, Polonaise en forme de rondeau, 2 Airs anglais varies, "Vive Henri IV" varie; 20 nokturnów (tylko 12 nadał tę nazwę sam F.), z tego 18 wyd. w latach 1814-1835: Es-dur, c-moll, As-dur, A-dur,B-dur, F-dur, C-dur, A-dur, Es-dur, e-moll, Es-dur, G-dur, d-moll C-dur, F-dur, E-dur, E-dur "le midi".

## Charakterystyka twórczości
Wśród wirtuozów fort. pierwszych dziesiątków lat XIX w. Field stanowi zjawisko odrębne. Jego gra charakteryzowała się czystością, płynnością oraz kulturą uderzenia. Nawet w późnym wieku przestrzegał surowej dyscypliny ćwiczeń, dążył do utrzymania nieruchomej pozycji ręki. Wolał fortepiany stołowe niż skrzydłowe. Chociaż nie popisywał się wirtuozerią, silnymi kontrastami brzmieniowymi, grą afektowaną, to pewność pasaży, wykończenie fraz i liryczny wyraz, zwłaszcza w nokturnach, wywierały silne wrażenie na słuchaczach. Opinie o jego pianistycznych umiejętnościach były jednak podzielone. Kiedy Field grał w Wiedniu w firmie C. Graffa, E. Wolff pisał o nim: "żadnej biegłości, żadnej elegancji i żadnych trudności nie jest w stanie wygrać, jednym słowem bardzo nędzny gracz. Ale i on ma swoje zalety: równa niemiecka gra, wolna". Field skoncentrował się - podobnie jak Chopin - niemal wyłącznie na muzyce fortepianowej. Jego koncerty fortepianowe wysoko oceniane przez Schumana, a także niektóre sonaty zostały niesłusznie zapomniane. W historii muzyki Field zapisał się przede wszystkim jako twórca romantycznych nokturnów fortepianowych, gatunku, który swój najpełniejszy kształt zyskał w twórczości Chopina. Źródła inspiracji nokturnów Fielda, odznaczających się lirycznym nastrojem i ekspresywną melodyką, tkwią między innymi w egzaltowanym stosunku ówczesnych artystów do natury. Duże znaczenie miały tu również możliwości dźwiękowe angielskich fortepianów, które wyróżniały się znaczną nośnością i siłą brzmienia. Nokturny Fielda nie były bezpośrednim punktem wyjścia rozwoju romantycznej miniatury instrumentalnej. Istotne jest jednak to, że Field zaczął wprowadzać ok. 1830 roku do sal koncertowych typ lirycznej miniatury fortepianowej. Niektóre nokturny przypominają w swym klimacie Pieśni bez słów Mendelssohna, inne są typem lirycznej opowieści (nr 11 Es-dur) czy fantazji koncertującej (nr 14 C-dur). Chopin poznał Fielda w Paryżu w 1832 roku; cenił go wysoko jako pianistę i kompozytora. Już wcześniej słyszał w środowisku warszawskim jego utwory. Szczególny urok posiadały dlań nokturny i powolne części koncertów Fielda. Dawał je do grania swoim uczniom. Field nie odwzajemniał się zbytnią sympatią dla Chopina, nazywając go "un talent de chambre de malade". Chwalił bardziej np. Hummla, lecz ganił o wiele więcej niż Herza czy Liszta, który to do wydanych dziewięciu nokturnów Fielda (Schuberth & Co, 1859) napisał panegiryczną przedmowę.